# Uttar 24 Parganas
Uttar 24 Parganas (dikwijls North 24 Parganas genoemd) is een district van de Indiase staat West-Bengalen. Het district telt 8.930.295 inwoners (2001) en heeft een oppervlakte van 4095 km².
Het district ligt ingeklemd tussen de metropool Calcutta in het westen en Bangladesh in het oosten. Langs de Hooghly, die de uiterste westgrens van het district markeert, strekt de stedelijke agglomeratie rond Calcutta zich uit. Ook de hoofdstad van Uttar 24 Parganas, Barasat, maakt hier deel van uit.
Hoofdstad: Calcutta (Kolkata)
Districten:
Divisie Bardhaman: Birbhum · Hooghly · Paschim Bardhaman · Purba Bardhaman
Divisie Jalpaiguri: Alipurduar · Cooch Behar · Darjeeling · Jalpaiguri · Kalimpong
Divisie Malda: Dakshin Dinajpur · Malda · Murshidabad · Uttar Dinajpur
Divisie Medinipur: Bankura · Jhargram · Paschim Medinipur · Purba Medinipur · Purulia
Presidency divisie: Calcutta · Dakshin 24 Parganas · Haora · Nadia · Uttar 24 Parganas